# Hyland (fiume)
L'Hyland è un fiume del Canada, lungo 380 chilometri. Il fiume nasce sui Monti Selwyn, nello Yukon e poi scorre verso sud/sud ovest fino ad immettersi nel Liard, quando entrambi scorrono gia' nella Columbia Britannica. 

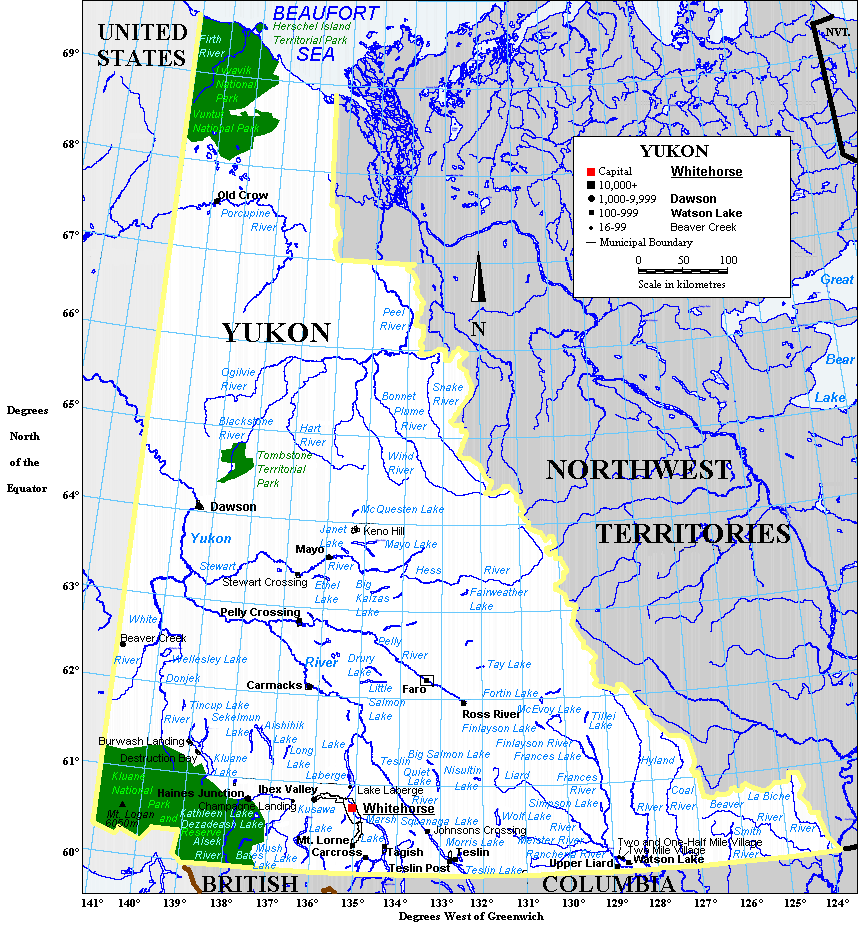
Mappa idrografica dello Yukon, lo Hyland è visibile in basso a sinistra